# Phetcharat Chotipala
Phetcharat Chotipala (thailändisch เพชรรัตน์ โชติปาละ, * 20. Dezember 1997 in Bangkok) ist ein thailändischer Fußballspieler.

## Karriere
Phetcharat Chotipala erlernte das Fußballspielen in der Jugendmannschaft von Muangthong United. Der Club aus Pak Kret, einem nördlichen Vorort der Hauptstadt Bangkok, spielte in der ersten Liga des Landes, der Thai League. Die Saison 2018 wurde er an den Bangkoker Drittligisten Chamchuri United FC ausgeliehen. Nach der Ausleihe kehrte er Anfang 2019 zu Muangthong zurück. Bis Ende 2020 bestritt er fünf Erstligaspiele für SCG. Anfang 2021 wurde er an den Zweitligisten Kasetsart FC ausgeliehen. Im Juni 2021 wurde seine Ausleihe um eine weitere Saison verlängert. Für den Bangkoker Zweitligisten bestritt er 39 Ligaspiele. Zu Beginn der Saison 2022/23 wechselte er im Juni 2022 zum ebenfalls in der ersten Liga spielenden PT Prachuap FC. Der Zweitligist Nakhon Si United FC nahm ihn im Januar 2023 bis Saisonende unter Vertrag unter Vertrag. Für den Klub aus Nakhon Si Thammarat bestritt er zwölf Ligaspiele. Nach der Ausleihe kehrte er im Sommer 2023 zu PT zurück. Nach insgesamt neun Ligaspielen für Prachuap wurde sein Vertrag im Januar 2024 nicht verlängert. Im gleichen Monat wurde er vom Zweitligisten Nakhon Si United FC unter Vertrag genommen. Die Saison 2023/24 wurde er mit dem Verein Tabellenfünfter und qualifizierte sich somit für die Aufstiegsspiele zur ersten Liga. Hier konnte man sich jedoch nicht gegen den Rayong FC durchsetzen und verblieb in der zweiten Liga.